# Scotoleon intermedius
Scotoleon intermedius är en insektsart som först beskrevs av Philip J. Currie 1903.  Scotoleon intermedius ingår i släktet Scotoleon och familjen myrlejonsländor. Inga underarter finns listade i Catalogue of Life.